# Pié Ferré
Le Pié Ferré (2 041 m), également appelé Dôme, est le point culminant du long promontoire  (11 km) que forme la montagne du Glandasse à l'extrême sud du massif du Vercors. Ce plateau se termine, au sud, par le sommet de Royou (1 787 m) ; il se situe sur les communes de Châtillon-en-Diois et de Laval-d'Aix.
Le Glandasse domine Die à l'ouest et le cirque d'Archiane à l'est. Il a donné son nom aux communes environnantes de Molières-Glandaz et Glandage.
Il est entièrement compris dans le périmètre de la réserve naturelle nationale des hauts plateaux du Vercors, ce qui implique une règlementation particulière, comme l'interdiction des chiens, même tenus en laisse, toute l'année, l'interdiction du feu ou du survol à moins de 300 m.

## Paysage
Le panorama, depuis le Pié Ferré, offre une vue à 360° sur le Vercors, le Dévoluy, le Haut-Buëch, le Diois, les Baronnies provençales, le Ventoux et les monts d'Ardèche. Il surplombe de cirque d'Archiane, à l'est, et la vallée de la Drôme, au sud et à l'ouest.
Le paysage de la montagne en elle-même est composé de pré bois de pins, alternant forêts, prairies et rocailles.

## Faune et flore
La faune du Glandasse est à influence alpine et méditerranéenne. On y trouve des espèces rares dans la Drôme, comme le Bouquetin des Alpes, le Lièvre variable, le Tétras lyre ou la Perdrix bartavelle. D'autres espèces plus communes comme le Chamois ou le Cerf élaphe peuvent y être facilement observés.
Des Loups gris y sont présents depuis le début des années 2000.
Les rapaces sont particulièrement présents sur le Glandasse, avec la possibilité d'observer des Vautours fauves, Vautours moines, Gypaètes barbus, Aigles royaux, Faucons pèlerins, etc.

## Activités
Le pastoralisme se pratique depuis des siècles sur le Glandasse. Environ 1 500 moutons y montent tous les étés. Deux cabanes pastorales servent à accueillir et héberger les bergers, sur le plateau de Châtillon, au sud, et la cabane de Laval d'Aix, au nord.
La chasse au chamois à l'approche est pratiquée à l'automne sur une grande partie du massif.
La randonnée est l'une des principales activités pratiquée sur le Glandasse, principalement sur le GR91 qui le traverse. Elle est pratiquée à pied en été, et en ski de randonnée ou en raquettes en hiver.
Une cabane-abri est consacrée à l'accueil du public, sur le plateau de Châtillon.
La source de Beaume Rousse, à l'ouest du plateau de Châtillon, donne de l'eau une grande partie de l'année.
Du fait de la reproduction du Gypaète barbu sur le massif, une zone de sensibilité majeure a été mise en place, interdisant le survol du Glandasse à moins de 2 350 m d'altitude entre les mois de novembre et d'août.